# Happiness Distribution
Pour les articles homonymes, voir Happiness.
Happiness Distribution est une société française de distribution de films, dirigée par Isabelle Dubar. Elle est située au 93, rue de Rennes dans le 6e arrondissement de Paris.

## Historique
La société Happiness Distribution a été en activité de 2004 à 2017 date à laquelle elle a été mise en liquidation judiciaire.
Une autre société d'Isabelle Dubar ID Distribution avait été mise en liquidation judiciaire en 2008.

## Filmographie sélective
- 2010 : Incendies de Denis Villeneuve
- 2012 : Paradis : Amour et Paradis : Foi d'Ulrich Seidl
- 2012 : Inch'Allah d'Anaïs Barbeau-Lavalette
- 2013 : Paradis : Espoir d'Ulrich Seidl
- 2013 : Ugly d'Anurag Kashyap
- 2013 :  The Lunchbox de Ritesh Batra
- 2013 : Les Femmes de Visegrad de Jasmila Žbanić
- 2013 : À la recherche de Vivian Maier de John Maloof et Charlie Siskel
- 2014 : Les Règles du jeu de Claudine Bories et Patrice Chagnard
- 2014 : Flore de Jean-Albert Lièvre
- 2014 : Dear White People de Justin Simien
- 2017 : I Am Not Madame Bovary de Feng Xiaogang